# Murder
Murder är New Orders åttonde singel. Låten är instrumental med inklippta delar från dialogen från filmen 2001 – Ett rymdäventyr.

## Låtlista
1. Murder
2. Thieves Like Us ( instrumental )